# آمونیوم نیترات
آمونیوم نیترات (AN) با فرمول شیمیایی NH4NO3 یک ترکیب شیمیایی است که به‌عنوان کود شیمیایی برای نیتراته کردن خاک جهت کشاورزی بکار می‌رود؛ و همچنین ماده منفجره نیز است. این ترکیب به شکل جامد کریستالی سفید است که به‌شدت در آب حل می‌شود. استفاده وسیع دیگر آن به‌عنوان ماده منفجره است. همچنین مهمترین جز سازنده آنفو نیز است.
بسیاری از کشورها به خاطر قابلیت سوء استفاده از این ماده به تدریج در حال جایگزینی این ترکیب در کاربردهای مصرف عمومی هستند. انفجارهای تصادفی آمونیوم نیترات از اوایل قرن بیستم میلادی جان بسیاری از مردم را گرفته‌است.

## ویژگی
آمونیوم نیترات یکی از قوی‌ترین مواد منفجره است. در مورد خواص این ماده می‌توان گفت که از نظر امنیت نگهداری، ایمن‌ترین ماده منفجره شناخته شده‌است. نکتهٔ جالب و قابل توجه این است که حتی اگر آمونیوم نیترات در زیر بالشتان هنگام خواب وجود داشته احتمال انفجار آن بسیار کم است. مواد اولیه برای ساخت آن آمونیاک و اسید نیتریک غلیظ است که به راحتی قابل دسترسی است. مواد منفجره به دو دسته کم‌انفجار و پرانفجار تقسیم می‌شوند. حساسیت مواد منفجره و قدرت انفجار رابطه عکس دارند. ازین رو پایه‌های اصلی یک ماده منفجره را یک ماده کم انفجار با قدرت زیاد و یک پرانفجار با قدرت کم تشکیل می‌دهند. پرانفجارها همان چاشنی‌ها هستند. نیترات آمونیوم نیز که یک‌کم‌انفجار با قدرت بالاست فقط در کنار یک چاشنی قوی منفجر خواهد شد.

## تولید
تولید صنعتی آمونیوم نیترات، شامل واکنش اسید و باز بین آمونیاک و نیتریک اسید است:
HNO3 + NH3 → NH4NO3
آمونیاک در حالتی انیدروز استفاده می‌شود (به عبارتی، حالت گازی)؛ و نیتریک اسید در حالت تغلیظ شده، در این واکنش استفاده می‌شود.
در روش‌های دیگر، آمونیوم نیترات می‌تواند از واکنش جانشینی دوگانه نیز به‌دست آید.

## کاربردها

### مصارف کشاورزی
آمونیوم نیترات یک کود کشاورزی بسیار مهم با NPK برابر با ۰-۰-۳۴ است (۳۴٪ ازت) که البته خلوص پایین‌تری نسبت به کود اوره دارد. مزیت کود آمونیوم نیترات نسبت به اوره، پایدارتر بودن و عدم از دست رفتن ازت در اتمسفر می‌باشد.

### ماده منفجره
آمونیوم نیترات به شکلی که فروخته می‌شود، ماده منفجره نیست. اما به راحتی به شکل ترکیبات منفجره در می‌آید، وقتی با سایر مواد منفجره مانند آزیدها یا آنفو ترکیب شود.

#### تروریسم
مواد منفجره بر پایه آمونیوم نیترات در بمب‌گذاری سرای استرلینگ استفاده شدند. همچنین انفجار اکلاهماسیتی در ۱۹۹۵، حملات ۲۰۱۱ در نروژ و چند مورد دیگر از مواد منفجره مرتبط با آمونیم نیترات استفاده شد.

#### حادثه‌ها
- در انفجار در بندر بیروت، آمونیوم نیترات بسیاری منفجر شد و باعث آسیب گسترده به مناطق اطراف محل نگهداری مواد منفجره شد.
- از جمله دیگر موارد حادثه انفجار قطار نیشابور در سال ۱۳۸۲ قابل ذکر است. در حادثه مذکور ۷ واگن حاوی نیترات آمونیوم به عنوان کود شیمیایی در کنار دیگر مواد قابل اشتعال وجود داشت.